# Milford (hrabstwo Otsego)
Milford – wieś w Stanach Zjednoczonych, w stanie Nowy Jork, w hrabstwie Otsego.